# Genco Gulan
Genco Gulan, född 13 januari 1969, är en turkisk konstnär inom film, videoinstallationer, skulpturer, fotografering och teckning. 
Gulan studerade statsvetenskap och konst i Bosporens universitet och sedan media i New School University. Gulan har haft separatutställningar i många städer som Istanbul, Ankara, Berlin, Seoul och Zagreb. Han har fått utmärkelser från BP, Lions och EMAF. Hans arbete har visats på många viktiga museer, till exempel Centre Pompidou, Pera, ZKM, MAM Rio de Janeiro och The Triennale di Milano. Han har deltagit i många festivaler som Steirishes Herbst, Ars Electronica, Mediaterra, prog:me, Biennale Bonn, Balkan Art, Accente, Wunderbar och Istanbul Festival. Genco Gulan är grundare av Web Biennial och lärare i många institutioner, däribland Mimar Sinans universitet och Bosporens universitet.